# F-14 Tomcat
F-14 Tomcat (укр. «То́мкет») — двомісний реактивний палубний перехоплювач, багатоцільовий винищувач четвертого покоління з крилом змінної стрілоподібності виробництва Grumman Aircraft Engineering Corporation.
Розроблений на початку 1970-х для заміни F-4 «Фантом» II. Поставлявся на експорт в Іран до Ісламської революції 1978 року, де досі стоїть на озброєнні. Знятий з озброєння у ВМС США в 2006 і замінений на F/A-18 E/F Super Hornet.

## Історія розробки
У червні 1968 року ВМС США розпочали конкурс на важкий палубний винищувач зі змінною геометрією крила, що передбачався на заміну застарілим F-4 «Фантом II», яким не вистачало маневреності, необхідної для перемоги над МіГами. Це призвело до появи програми VFAX (Naval Fighter Attack Experimental — «морський штурмовик-винищувач експериментальний») для дослідження нових винищувачів, які замінять або витіснять «Фантом» у ролі винищувача та наземного штурмовика, тоді як програма TFX (Tactical Fighter Experimental — «тактичний винищувач експериментальний»)  працювала над винищувачем-перехоплювачем далекого радіусу дії. Маючи можливість обрати проект, програму VFAX завершили на користь нового проекту, який би поєднував обидві ролі. У липні 1968 року Військово-морське командування систем повітряних операцій (NAVAIR) видало запит на пропозиції для програми VFX (Naval Fighter Experimental — «морський винищувач експериментальний»). Програма VFX вимагала двомісного, двомоторного винищувача для повітряного бою з максимальною швидкістю 2,2 Маха. Літак також повинен мати вбудовану 20-мм гармату M61 Vulcan і другорядну роль ближньої повітряної підтримки. Ракетне озброєння «повітря — повітря» для VFX мало складатися з шістьох AIM-54 Phoenix або комбінація шести AIM-7 Sparrow і чотирьох AIM-9 Sidewinder. Заявки на участь в проекті надійшли від п'ятьох фірм: General Dynamics, Grumman, Ling-Temco-Vought, McDonnell Douglas та North American Rockwell
Із самого початку робіт над проектом, F-14 конструювався як літак, здатний завоювати повітряну перевагу у безпосередній близькості від авіаносців, з яких передбачалося використовувати ці літаки. Додатковою функцією повинна була бути можливість завдавати ударів по тактичних наземних і надводних цілях. McDonnell Douglas і Grumman були обрані фіналістами в грудні 1968 року, але проект Grumman виграв конкурс і в січні 1969 року був укладений контракт. Перший прототип  F-14 піднявся в повітря 21 грудня 1970 року і за ним відразу пішла передсерійна партія з 11 літаків. Влітку 1972 року були завершені випробування F-14 на авіаносцях і промислові поставки для флоту почалися в жовтні того ж року.

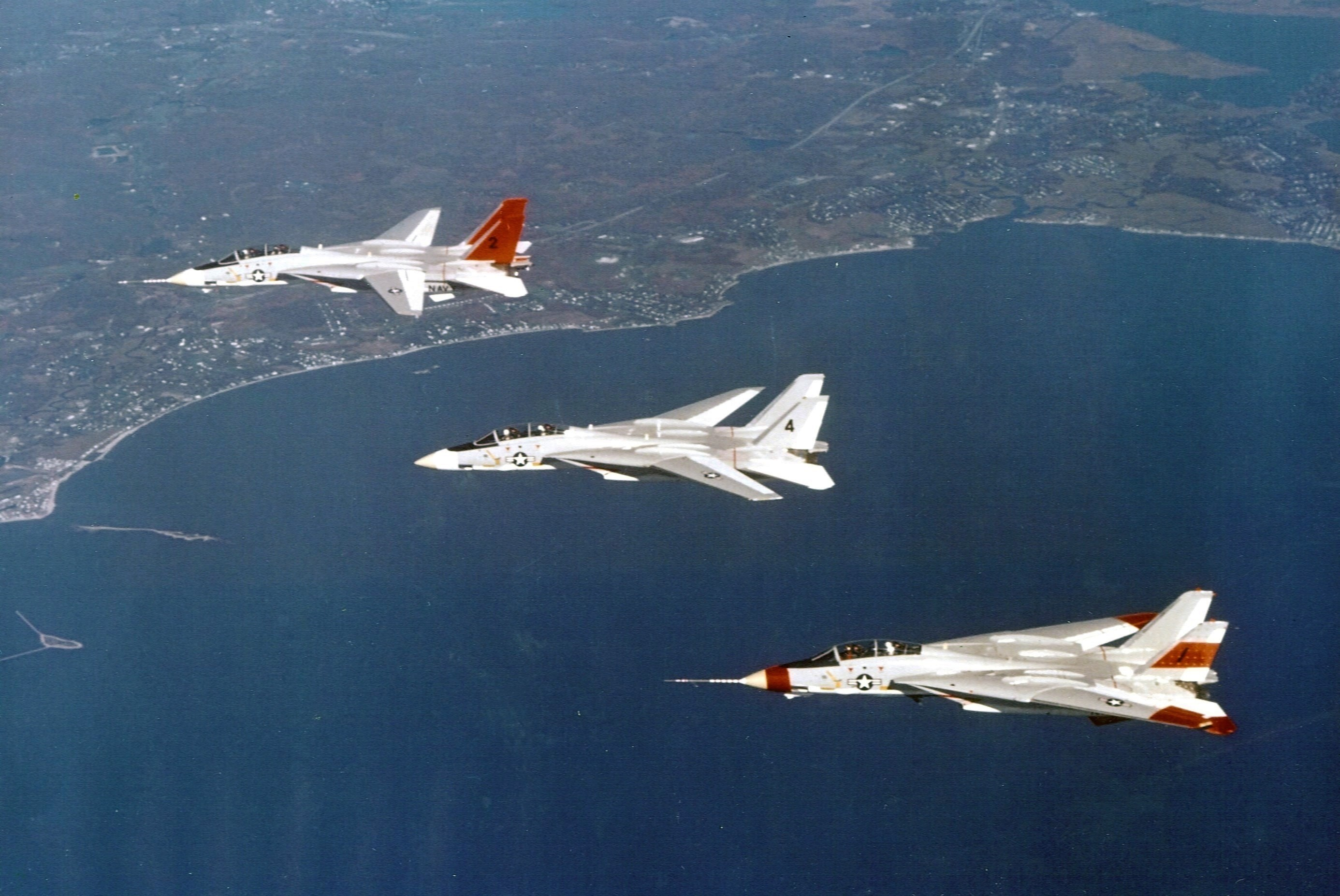
Прототипи F-14 Tomcat в польоті, 1972 рік

F-14 був орієнтований в першу чергу на відбиття ракетних ударів по корабельних групах. Основним елементом F-14 є система управління озброєнням Hughes AN/AWG-9 з багаторежимною імпульсно-доплерівською РЛС. За інформацією міністерства оборони СРСР, дальність виявлення цілі з ЕПР 3 м² — 160 км, супровід 24 цілей і наведення на 6, діапазон роботи РЛС 8—10 ГГц. Дальність виявлення теплопеленгатором (телескоп) в ППС — 220 км, в ЗПС — 300 км. Пізніше літаки отримали телекамеру «Нортроп», яка дозволяє визначати цілі на відстані до 100 км. Також «Томкет» мав вбудований комплекс радіоелектронної боротьби.
Для ближнього бою «Томкет» має вбудовану 20-мм автоматичну гармату General Electric M61A1 Vulcan, з бойовим комплектом у 675 набоїв. Основу ракетного озброєння становили чотири ракети «повітря — повітря» AIM-54 або AIM-7, що розташовувалися на пілонах під фюзеляжем. F-14 є єдиним літаком, здатним нести ракету «повітря — повітря» великої дальності AIM-54A Phoenix. Ця ракета, вартістю 500 тис. доларів, здатна вражати цілі на відстані 185 км. Це дає F-14 можливість знищувати більшість літаків супротивника до того, як сам він з'явиться у них на екрані радара. На додаток до них на підкрильних пілонах могли розташовуватися ще чотири ракети AIM-9 Sidewinder. Для ураження наземних (надводних) цілей F-14A міг використовувати лише некеровані авіабомби. Крім того, «Томкет» був здатний нести до 6576 кг наступального озброєння різних класів.
Роботи над F-14A були затьмарені втратою першого прототипу в грудні 1970 року, однак попри це, ВМС США були поставлені 478 машин і ще 79 були продані Ірану в 1976—1978 роках (модифікація F-14A-GR). Наступною мала стати модель F-14B, оснащена двигунами Pratt & Whitney F401-PW-400, але роботи над нею були згорнуті. Замість цього 38 літаків F-14A, починаючи з 1986, були переоснащені двигунами General Electric F110-GE-400, і згодом отримали позначення F-14B. У 1990 році з'явилась модифікація F-14D, яка відрізнялася від попередніх потужнішим радаром Hughes AN/APG-71 (система дозволяє супроводжувати 24 цілі і здійснювати захоплення і запуск ракет по шести з них одночасно, на різних висотах і дальностях, а також більшою стійкістю до радіоперешкод), удосконаленою авіонікою і переобладнаною кабіною. Всього було побудовано 37 літаків цього типу, ще 104 переробили з раніше випущених F-14A вони мали позначення F-14D (R). Передбачалось модернізувати всі F-14A, але закінчення «Холодної війни» зменшило витрати на озброєння.

### Походження назви «Tomcat»
Назву «Tomcat» частково обрали на честь адмірала Томаса Конноллі, оскільки прізвисько «Tom's Cat» вже широко використовувалося в програмі під час розробки для відображення участі Конноллі, і тепер це прізвисько було адаптоване до офіційної назви відповідно до традиції Grumman давати своїм винищувачам назви, пов'язані з котами. Зміна назви на Tomcat пов'язала літак із попередніми літаками Grumman, такими як гвинтові винищувачі Wildcat, Hellcat, Tigercat і Bearcat, а також реактивними винищувачами Panther, Cougar і Tiger. Серед інших розглянутих назв були Alley Cat (визнана недоречною через сексуальні конотації) і Seacat.

## Експлуатація

### США

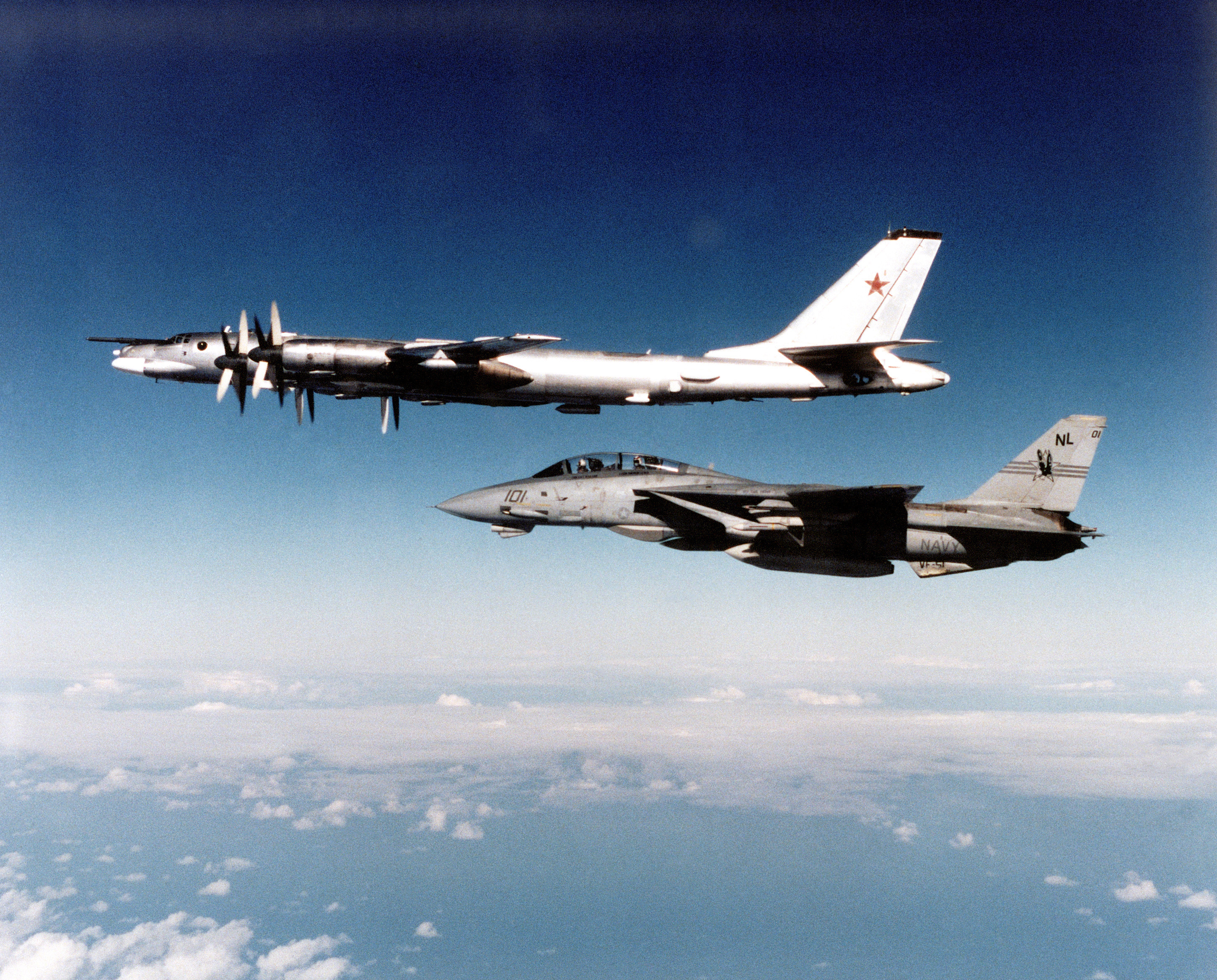
F-14 супроводжує радянський стратегічний бомбардувальник Ту-95, 1991 рік

F-14 був прийнятий на озброєння у вересні 1974. Бойове хрещення отримали тоді ж, коли дві ескадрильї F-14 прикривали американську евакуацію з Сайгону. Загалом у 80—90-х роках ними було озброєно 24 бойові і 4 резервні ескадрильї.
Американські «Томкет» брали участь у двох сутичках з лівійською авіацією над затокою Сідра, збивши 19 серпня 1981 року два Су-22 (див. перший інцидент в затоці Сідра).
У цьому бою два F-14 з VF-41 Black Aces зіткнулися з двома лівійськими Су-22. F-14 ухилилися від лівійської ракети та відкрили вогонь у відповідь, збивши обидва лівійські літаки ракетами AIM-9L Sidewinder.
F-14 ВМС США знову зіткнулися з лівійськими літаками 4 січня 1989 року, коли два F-14 з VF-32 збили два лівійських МіГ-23 під час другого інциденту в затоці Сідра (див. другий інцидент в затоці Сідра). 
Участь F-14 в операції «Буря в пустелі» 1991 року складалася з бойового повітряного патрулювання (англ. Combat Air Patrol (CAP)) над Червоним морем і Перською затокою, а також з наземних місій, що включали ескорт ударів і розвідку. До останніх днів «Бурі в пустелі» повітряне домінування в країні було покладено на F-15 «Іґл» ПС США через те, що накази про розподіл завдань (англ. Air Tasking Orders (ATO)) визначали основні наземні станції CAP для F-15. Правила ведення бойових дій (англ. Rules Of Engagement (ROE)), які діяли, також вимагали суворого визначення "свій-чужий" при використанні озброєння за межами візуальної видимості, такого як AIM-7 Sparrow і особливо AIM-54 Phoenix. Це заважало Томкетам використовувати свою найпотужнішу зброю. Крім того, потужні випромінювання радара AWG-9 виявляються на великій відстані за допомогою приймача попередження про радіолокаційне випромінювання. Іракські винищувачі рутинно відступали, щойно Томкети "засвічували їх" за допомогою AWG-9. ВМС США зазнали єдиної втрати F-14 від дій ворога 21 січня 1991 року, коли BuNo 161430, F-14A, модернізований до F-14A+, з VF-103 був збитий ракетою SA-2 під час ескортної місії поблизу авіабази Аль-Асад в Іраку. Обидва члени екіпажу вижили після катапультування: пілот був врятований силами спеціальних операцій ПС США, а офіцер радіолокаційного перехоплення був захоплений іракськими військами як військовополонений до кінця війни. Літак з VF-1 також здійснив останнє ураження F-14 у службі США, знищивши вертоліт Мі-8 ракетою AIM-9 Sidewinder.

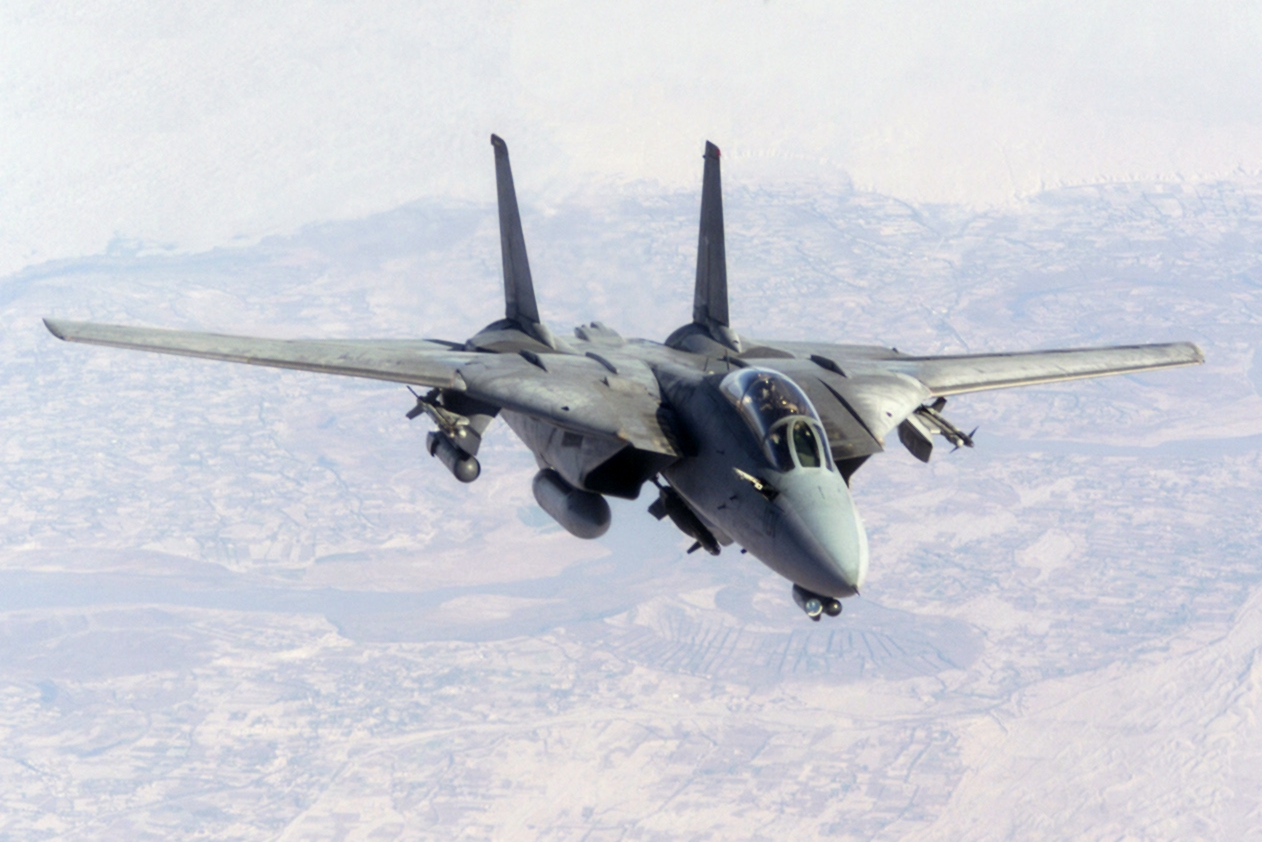
F-14D ВМС США на завданні з високоточного бомбардування. Афганістан, листопад 2001

У 1995 році F-14 із VF-14 та VF-41 брали участь в операції «Обдумана сила», а також в операції «Союзна сила» у 1999 році. У 1998 році VF-32 та VF-213 брали участь в операції «Лис пустелі». 15 лютого 2001 року до арсеналу F-14 було додано Joint Direct Attack Munition (JDAM). 7 жовтня 2001 року F-14 очолили деякі з перших ударів по Афганістану, що ознаменувало початок операції «Нескорена свобода», а перший скид JDAM з F-14 відбувся 11 березня 2002 року. F-14 із VF-2, VF-31, VF-32, VF-154 і VF-213 також брали участь в операції «Свобода Іраку». F-14D з VF-2, VF-31 та VF-213 отримали можливість використання JDAM у березні 2003 року. 10 грудня 2005 року F-14D з VF-31 та VF-213 були модернізовані системою ROVER III для передачі зображень на наземного передового авіанавідника (FAC; англ. Forward Air Controller). ВМС США вирішили зняти F-14 з експлуатації, а F/A-18E/F Super Hornet зайняв їх місце для виконання функцій захисту флоту та ударних операцій, які раніше виконували F-14.

#### Зняття з озброєння

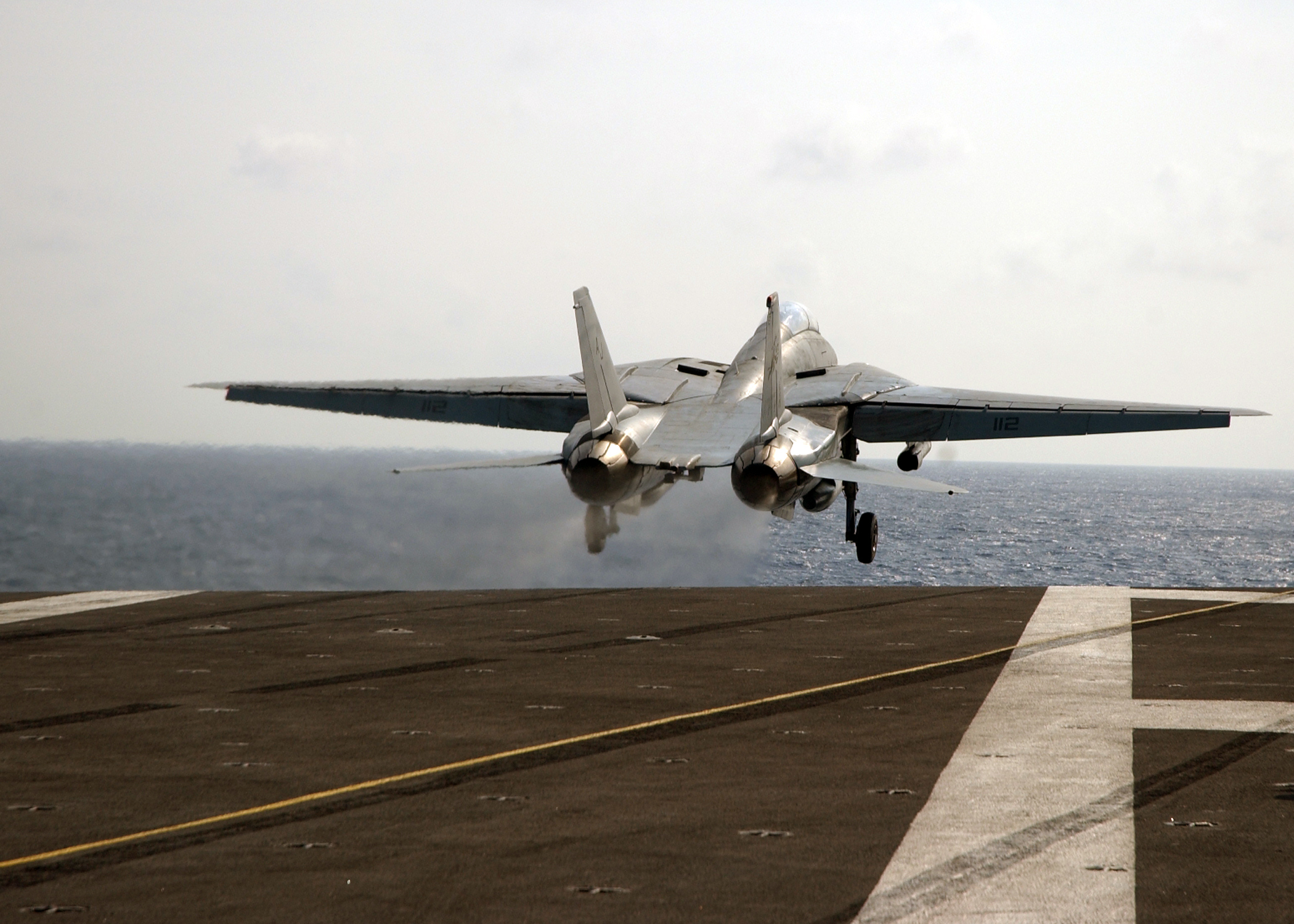
Останній запуск американського F-14 з борту авіаносця «Теодор Рузвельт»

Спочатку закінчення експлуатації F-14 було заплановано на 2008 рік, але успішне введення в дію винищувачів F-18E/F Super Hornet дозволило зробити це раніше встановленого терміну.
F-14 офіційно знято з озброєння ВМС США 22 вересня 2006 року, останній політ ескадрильї VF-31 і VF-213 з авіаносця «Теодор Рузвельт», оснащених F-14D, відбувся 10 березня того ж року, всі літаки моделей A і B були виведені до резерву ще раніше.
Фактичний останній політ F-14 на службі в США відбувся 4 жовтня 2006 року, коли F-14D з VF-31 був перевезений зі станції авіації ВМС США Ошеана, Вірджинія до аеропорту Республіка на Лонг-Айленді, Нью-Йорк. Залишені цілі літаки F-14 у США були перевезені та зберігалися в 309-й групі з технічного обслуговування та відновлення авіаційної техніки "Boneyard" на авіабазі Девіс-Монтен в Аризоні. У 2007 році ВМС США оголосили про плани знищити залишені F-14, щоб запобігти придбанню будь-яких компонентів Іраном. У серпні 2009 року 309-та AMARG заявила, що останні літаки були відправлені на HVF West у Тусон, Аризона, для знищення. На той час лише 11 F-14 залишалися в пустельному сховищі.

### Іран

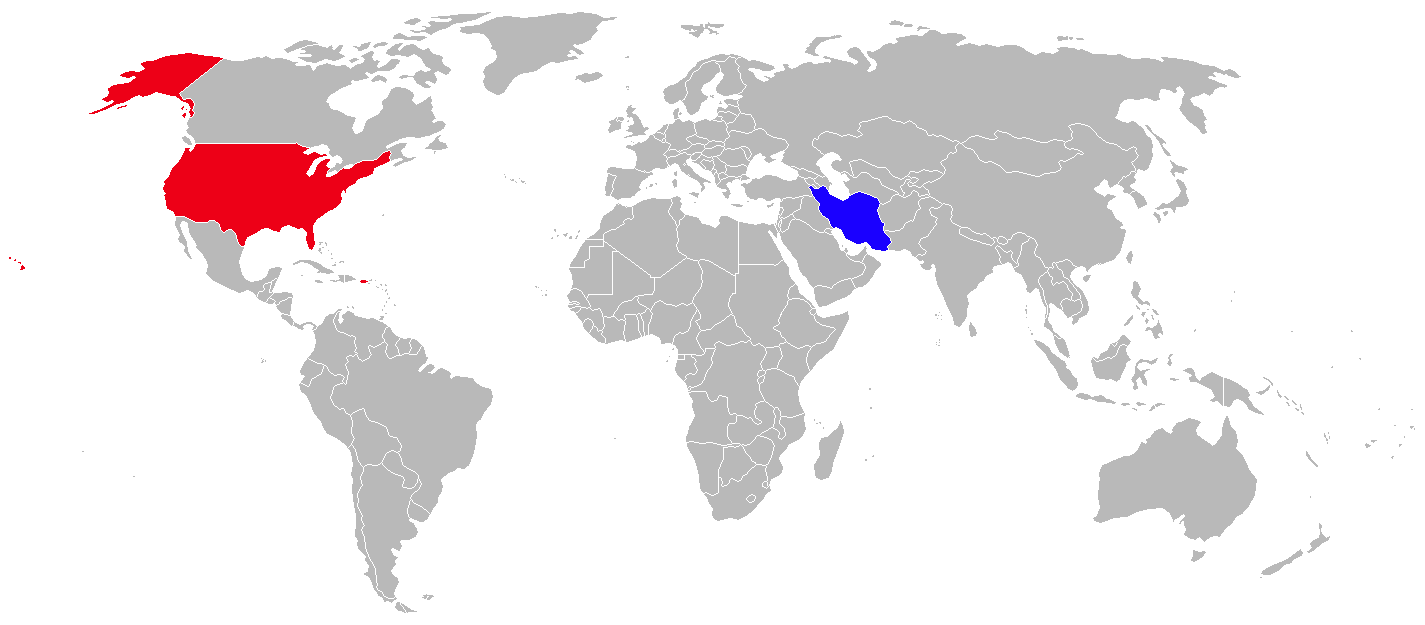
Країни-оператори F-14 Tomcat
Країни, які продовжують експлуатацію F-14 Tomcat
Країни, які завершили експлуатацію F-14 Tomcat

Іран був єдиною країною, куди експортувалися F-14. Усього було поставлено 79 літаків, які брали участь в ірано-іракській війні. Незважаючи на проблеми із запчастинами, «Томкет» досі експлуатуються іранськими ПС.
Іран замовив 80 винищувачів разом з озброєнням (серед них 714 AIM-54A Phoenix, з яких поставили лише 284) і запчастинами в 1974 році. Перший F-14 прибув у січні 1976 року, модифікований лише шляхом видалення засекреченої авіоніки, але оснащений більш потужними двигунами TF30-414 та відсутністю обладнання для посадки на авіаносці. Наступного року було доставлено ще 12 літаків. Тим часом у США тривало навчання перших груп іранських екіпажів ВМС США; один з них успішно збив цільовий дрон ракетою Phoenix на висоті 50 000 футів (15 км). Весь парк літаків почав службу трьома роками пізніше, до того часу було навчено більше 120 екіпажів і майже стільки ж наземного персоналу:11.
Незважаючи на ісламську революцію 1979, в результаті якої були припинені всі відносини з США, іранські Tomcat залишалися боєздатними, але поставки озброєння і запчастин припинились.
У ПС Ірану F-14 стояли на озброєнні в чотирьох ескадриліях. Через рік вони взяли участь у війні з Іраком, під час якої їхні пілоти знищили понад 200 цілей. Хоча кількість цілей залишилася неуточнена, більше 25 з них були знищені ракетами AIM-54 Phoenix. Також в ближньому бою F-14 показали себе маневренішими за МіГ-23. Загалом за час війни було втрачено чотири машини, дві в бою і дві через катастрофи. Але через відсутність запчастин ефективність літаків значно знизилась. Іранські інженери змогли налагодити виробництво деяких запчастин на власних підприємствах, а заради поповнення боєзапасу було модифіковано зенітну ракету MIM-23 (модифікована версія стала називатись AIM-23), але через великі габарити останньої їх можна було закріпити лише три штуки.
За даними досліджень Тома Купера та Фарзада Бішопа, Іран заявив, що їхні F-14 збили щонайменше 160 іракських літаків під час Ірано-іракської війни, включаючи 58 МіГ-23 (15 з них підтверджені за даними Купера), 33 Mirage F1, 23 МіГ-21, 23 Су-20/22, дев'ять МіГ-25 (один з них підтверджений за даними іракських джерел), п'ять Ту-22, два МіГ-27, один Мі-24, один Dassault Mirage 5, один B-6D, один Aérospatiale Super Frelon і два невстановлені літаки. Незважаючи на обставини, з якими стикалися F-14 та їхні екіпажі під час війни проти Іраку, — відсутність підтримки від ДРЛВ, літаків AEW і Ground Control Intercept (GCI) — F-14 виявився успішним у бою. Він досяг цього в умовах протистояння з ворогом, який постійно вдосконалював свої можливості та отримував підтримку від трьох великих країн — Франції, США та СРСР. Частково успіх пояснюється стійкою економікою Ірану та персоналом ПС Ірану.
Іракська армія стверджувала, що збила понад 70 F-14, Система іноземного мовлення у Вашингтоні, округ Колумбія, оцінила втрати Ірану у 12-16 F-14 під час війни. Купер пише, що три F-14 були збиті іракськими пілотами, а чотири – іранськими зенітними ракетами ППО. Ще два «Томкета» були втрачені за невідомих обставин під час бою, і сім розбилися через технічні несправності або аварії. Під час війни ПС Ірану втратили десять F-14, один з яких був втрачений через зупинку двигуна, один за невідомих обставин, два збиті іранськими зенітними ракетами HAWK, два – МіГ-23, і чотири – Mirage F1. Існують також непідтверджені повідомлення про збиття ще 10 «Томкетів».
Під час Ірано-іракської війни ПС Ірану втратили 6 F-14 від вогню іракських пілотів, при цьому отримавши понад 160 
повітряних перемог. Після закінчення війни в Ірану ще залишалося 58 «Томкетів».
31 серпня 1986 року іранський F-14A, озброєний щонайменше однією ракетою AIM-54A, дезертував до Іраку. Потім знову 2 вересня 1986 року інший іранський F-14A втік до Іраку . Крім того, один або кілька іранських F-14A було доставлено до Радянського Союзу в обмін на технічну допомогу; принаймні один з екіпажу втік до Радянського Союзу. Проте іранці категорично заперечували, що постачали F-14 до СРСР.
24 липня 2002 року іранський F-14A протистояв двом азербайджанським МіГ-25, які загрожували іранському P-3F. F-14 захопив радаром один з МіГів, після чого той розвернувся. Це сталося під час напруженості через спроби Азербайджану вести розвідку на наявність нафти у іранських водах Каспійського моря.

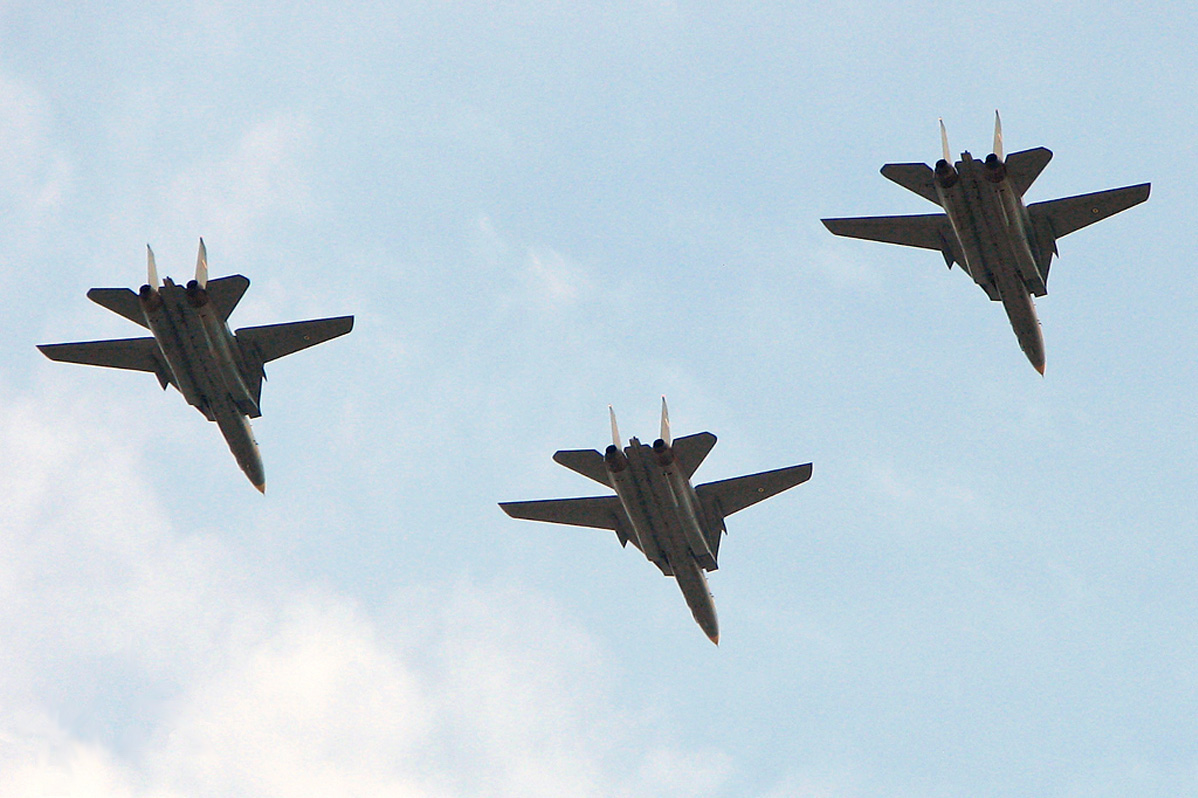
Груповий політ іранських «Томкетів», 2008

У 2008 році на озброєнні Ірану перебувало понад 40 літаків. І в кінці 2006—2007 років вони не лише провели декілька безкровних повітряних зустрічей з американськими і британськими винищувачами, які діють вздовж кордонів Ірану, але також збили два розвідувальні безпілотні літальні апарати (імовірно США) у повітряному просторі Ірану. 
За оцінками Combat Aircraft, в Ірані у 2009 році було близько 44 F-14. Aviation Week оцінив кількість діючих F-14 у січні 2013 року в 19 одиниць, а FlightGlobal оцінив, що в 2014 році на службі було 28 F-14.
26 січня 2012 року іранський F-14 зазнав аварії через три хвилини після зльоту. Обидва члени екіпажу загинули.
У листопаді 2015 року повідомлялося, що іранські F-14 супроводжували російські бомбардувальники Ту-95, Ту-160 і Ту-22М під час авіаударів у Сирії проти Ісламської держави Іраку та Леванту.
14 травня 2019 року іранський F-14 зазнав аварії під час посадки в аеропорту Ісфахан-Шахід Бехешті. Обидва члени екіпажу катапультувалися і вижили.
Станом на 2025 рік, на озброєнні ПС Ірану знаходиться близько 10 «Томкетів».
16 червня 2025 року Армія оборони Ізраїлю оприлюднила відеозапис, на якому показано, як пара F-14 була знищена під час авіаударів по Ірану. Знищені «Томкети», ймовірно, використовувалися Іраном в якості донорів запчастин.

### Відомі члени екіпажу F-14

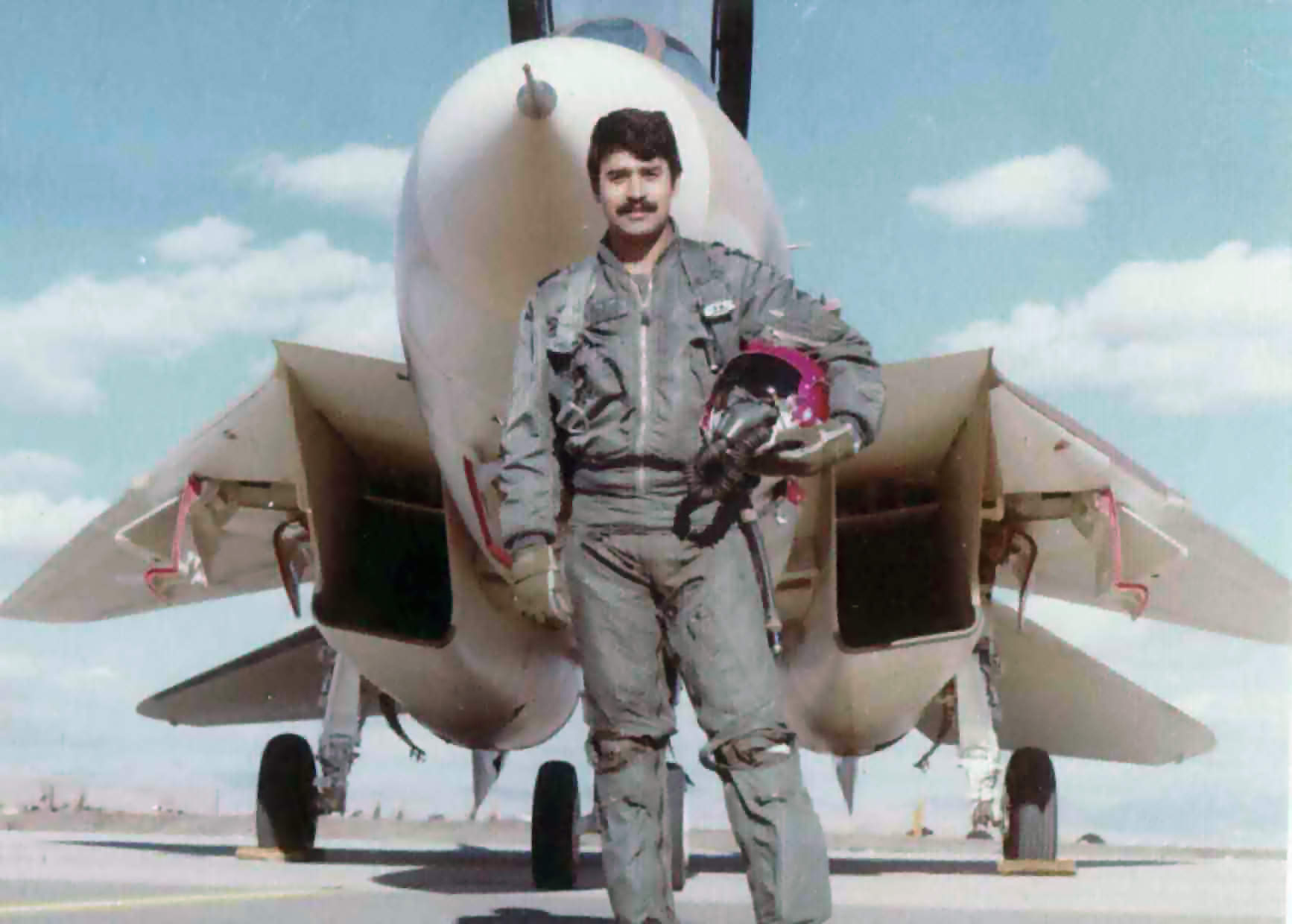
Іранському асу Джалілу Занді приписують збиття одинадцяти іракських літаків під час Ірано-іракської війни, що робить його найрезультативнішим пілотом F-14.

Нижче наведено список видатних льотчиків, які керували F-14 протягом його історії служби.
Іран
- Ассадолла Аделі – ас-пілот ПС Ірану, якому приписують п'ять повітряних перемог[47].
- Ферейдун Алі-Мазандарані – ас-пілот ПС Ірану з приблизно від 9[48] до 11[47] перемог.
- Фазлулла Джавіднія – ас-пілот ПС Ірану з 11 підтвердженими та 2 ймовірними перемогами[47].
- Джаліль Зандій – ас-пілот ПС Ірану та пілот F-14 з найвищим результатом. Йому приписують одинадцять підтверджених збитих літаків під час Ірано-іракської війни[49].

США

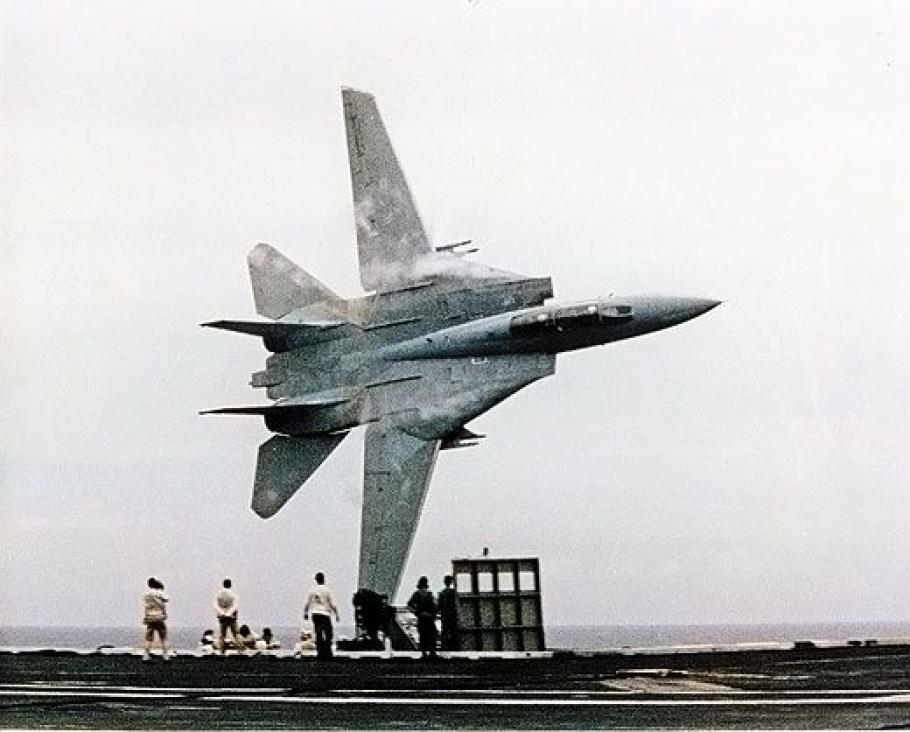
Дейл «Снорт» Снодграсс виконує трюк «банановий перевал» над USS America в 1988 році

- Скотт Альтман – колишній астронавт NASA та командир місій космічного шатла STS-109 (2002) та STS-125 (2009). Альтман двічі розміщувався на борту USS Carl Vinson як пілот F-14 у складі VF-51 з 1984 по 1987 рік і працював тестовим пілотом для програм випробувань F-14, включаючи перше розміщення варіанта F-14D у 1992 році, перед тим як був відібраний для програми астронавтів NASA. Він також брав участь у зйомках фільму "Top Gun" як пілот-каскадер, особливо відомий виконанням трюку прольоту над вежею[50][51].
- Волтер Е. Картер молодший – відставний віце-адмірал ВМС, 62-й начальник Військово-морської академії США та нинішній президент Університету штату Огайо. Картер накопичив 6 150 льотних годин і 2 016 посадок на авіаносець як RIO на F-4, F-14 і F/A-18. Він перейшов на F-14 у 1986 році ескадрильї VF-124 у NAS Miramar, одночасно виконуючи обов'язки інструктора, а згодом був відправлений з ескадрильєю VF-21 на USS Independence під час Війни в Перській затоці. Пізніше, у 1998 році, він прийняв командування VF-14 і керував ескадрильєю під час виконання 550 бойових місій під час операції НАТО «Союзна сила»[52].
- Донні Кокран – перший афроамериканський член пілотажної групи Blue Angels. Кокран здійснив два розгортання на USS Enterprise як пілот F-14 з VF-213. Пізніше він очолив VF-1 з 1991 року до його розформування у 1993 році та VF-111 з 1993 по 1994 рік[53][54].
- Джо Ф. Едвардс молодший – колишній астронавт NASA. Едвардс був нагороджений Хрестом льотних заслуг за посадку сильно пошкодженого F-14 на USS Dwight D. Eisenhower у 1991 році[55].
- Кара Халтгрін – одна з перших жінок-авіаторів ВМС, що базувались на авіаносцях. Халтгрін здійснювала розгортання з VF-213 на USS Abraham Lincoln (CVN-72) і стала першою жінкою-пілотом винищувача в військових силах США. Загинула в авіакатастрофі, коли її F-14 впав у море під час заходу на посадку на Lincoln у 1994 році.
- Джеймс В. Х’юстон – автор, який увійшов до списку бестселерів New York Times. Х’юстон літав як RIO (Radar Intercept Officer — Офіцер радіолокаційного перехоплення) у багатьох польотних сценах F-14 у фільмі 1980 року «Останній відлік», перебуваючи в турі з VF-84 на USS Nimitz[56].
- Скотт Келлі – колишній астронавт, який командував експедиціями 26, 45 і 46 на Міжнародній космічній станції (МКС) і місією космічного шатла STS-118 (2007). Келлі проходив навчання на F-14 у VF-101 і розгортався з VF-143 на USS Dwight D. Eisenhower після завершення навчання у вересні 1990 року. Він також запропонував цифрову систему управління польотом, розроблену для запобігання аваріям, подібним до тієї, в якій загинула Кара Халтгрін[57].
- Кері Лоренц – одна з перших повністю кваліфікованих жінок-авіаторів ВМС, яка літала на F-14. Лоренц здійснювала розгортання з VF-213 на USS Abraham Lincoln (CVN-72) в середині 1990-х років, перш ніж у 1999 році залишила службу у ВМС і почала кар'єру експерта з лідерства та професійного спікера.[58].
- Дейл «Снорт» Снодграсс – пілот Tomcat з найбільшим нальотом годин, маючи понад 4800 годин і 1200 посадок на авіаносець на цьому типі літака[59].
- Роберт «Рет» Віллард – колишній командувач Тихоокеанського флоту США. Як пілот ВМС, Віллард часто літав на F-14 під час розгортання в західній частині Тихого океану та Північного Аравійського моря, перш ніж перейти до школи льотчиків винищувачів ВМС (TOPGUN) і служити офіцером з оперативних питань і виконавчим офіцером. Він також працював над фільмом «Топ Ган» як координатор повітряних зйомок і пізніше прийняв командування VF-51, ескадрильєю, яка надала F-14 для фільму, наприкінці 1980-х років[60].
- Джеймс А. Віннефельд молодший – нинішній голова Ради з питань розвідки президента. Під час своєї служби у ВМС Віннефельд здійснював розгортання на USS Constellation з VF-24 та на USS Ranger з VF-1 у 1980-х роках, перш ніж стати командиром (CO) VF-211[61][62].

## Варіанти

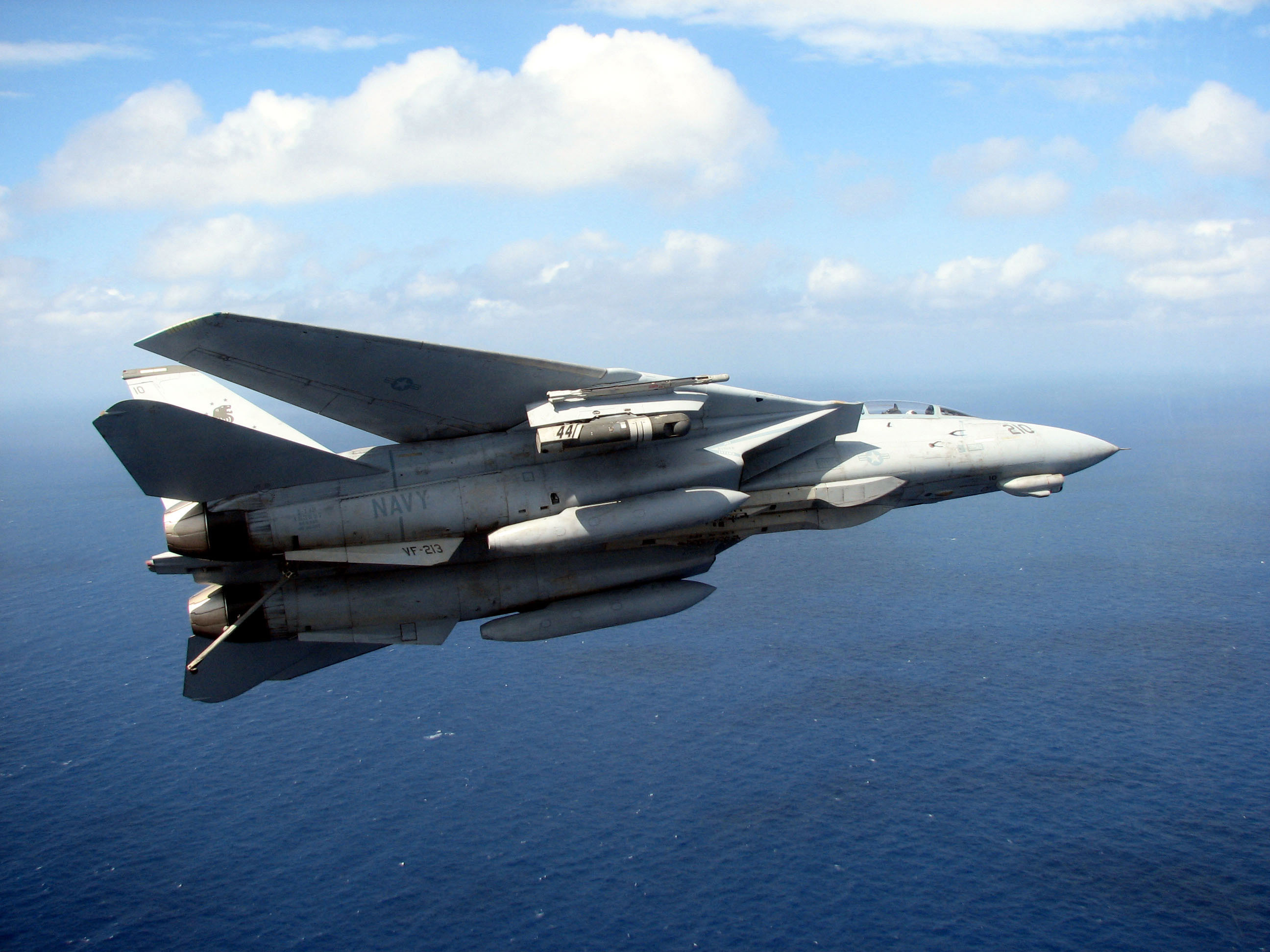
F-14D

YF-14AПрототипи й передсерійні літаки. Побудовано 12 екземплярів.
F-14AДвомісний всепогодний винищувач-перехоплювач для ВМС США. Пізніше до складу озброєння були додані високоточні боєприпаси. У ВМС США були поставлені 545 літаків. Останні 102 літаки були оснащені вдосконаленими двигунами TF30-P-414A.
У Іран планувалося відправити 80 літаків, проте було поставлено тільки 79; 80-й іранський літак залишився у ВМС США.
F-14A+ або F-14BПоліпшена версія літака F-14A з двигунами GE F110-400. Велика частина устаткування, в тому числі радар AWG-9, залишена без змін. Пізніше отримав позначення F-14B. Всього було побудовано 38 літаків F-14B, ще 48 були переобладнані з варіанту F-14A. Наприкінці 90-х років у 67 F-14B був продовжений ресурс планера і вдосконалено бортове обладнання. Модифіковані літаки отримали позначенняF-14B Upgrade.
F-14D Super TomcatОстання модифікація F-14 з двигунами GE F110-400. Аналогове бортове обладнання було замінено на цифрове, також був встановлений новий радар APG-71. Було побудовано 37 літаків модифікації F-14D, ще 18 були переобладнані з варіанту F-14A.

## Тактико-технічні характеристики

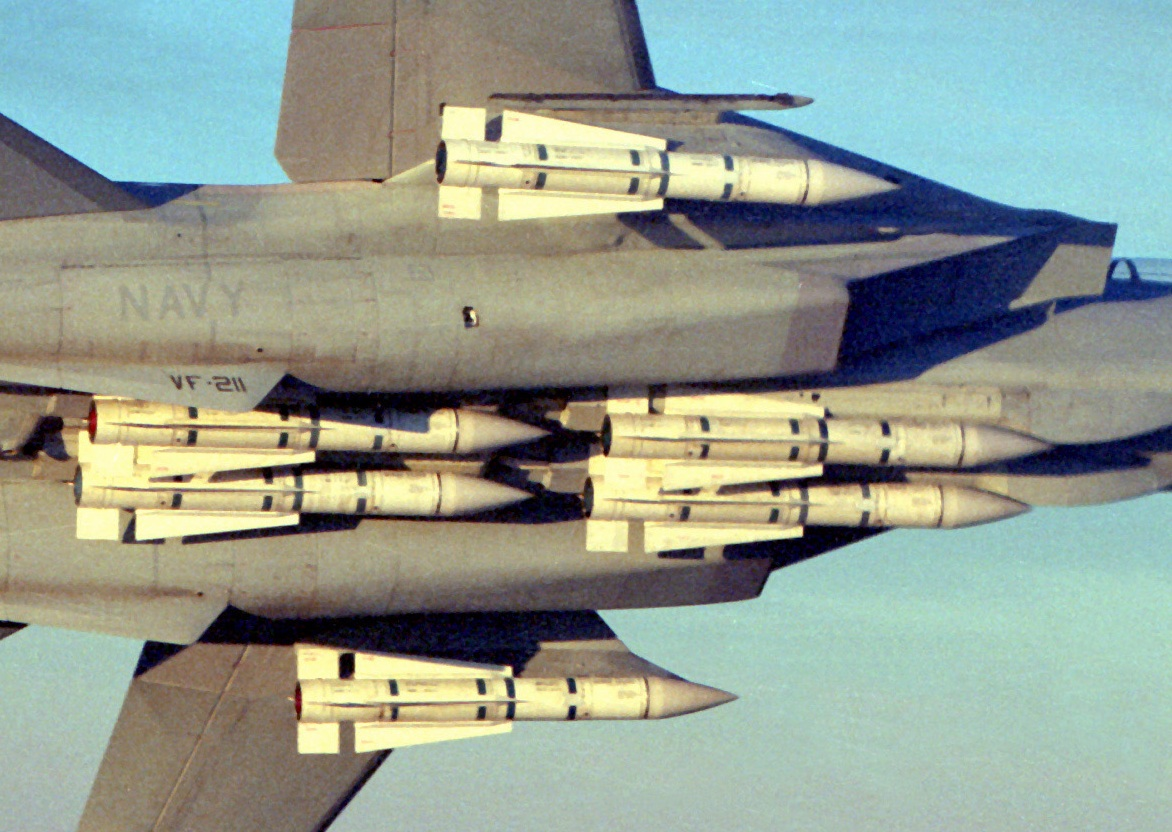
F-14B з ескадрильї VF-211 Fighting Checkmates, озброєний шістьма ракетами AIM-54 Phoenix

Характеристики наведено для F-14D Super Tomcat. Дані взяті з U.S. Navy file, The Great Book of Modern Warplanes, Flight International March 1985

### Технічні характеристики
- Екіпаж: 2 особи (пілот та оператор озброєння)
- Довжина: 19,1 м
- Розмах крила:
  - В складеному стані: 11,65 м
  - В розгорнутому положенні: 19,45 м
- Кути стрілоподібності крила: 20—68° (на стоянці можливо і 75° для зменшення місця, що займає в ангарі)
- Висота: 4,88 м
- Площа крила: 54,5 м²
- Профіль крила: NACA 64A209.65 mod корінь крила, 64A208.91 mod законцювання крила
- Маса порожнього: 19 838 кг
- Маса спорядженого: 27 700 кг
- Максимальна злітна маса: 33 720 кг
- Двигун: 2 × двоконтурних турбореактивних з форсажною камерою General Electric F110-GE-400
  - Максимальна тяга: 61,4 кН
  - Тяга на форсажу: 124,7 кН

### Льотні характеристики
- Максимальна швидкість: 2485 км/год (2,34 Маха) (на висоті)
- Бойовий радіус: 926 км
- Перегоночна дальність: 2960 км
- Практична стеля: 16 150 м
- Максимальне експлуатаційне перевантаження: +7,5 g (+6,5 g експлуатаційне обмеження)
- Швидкопідйомність: 229 м/с
- Навантаження на крило: 553,9 кг/м²
- Тягооснащеність: 0,88 при повній масі (1,02 при завантаженій масі та 50% внутрішнього палива)

### Озброєння
- Гарматне: 1 шестиствольна роторна гармата M61A1 Vulcan калібру 20 мм, 675 снарядів
- Бойове навантаження: 6600 кг різного озброєння:
  - Ракети «повітря — повітря»: AIM-54 Phoenix, AIM-7 Sparrow, AIM-9 Sidewinder
  - Бомбове озброєння: GBU-10, GBU-12, GBU-16, GBU-24, GBU-24E Paveway I/II/III LGB, GBU-31, GBU-38 JDAM, Mk-20 Rockeye II, Mk-82, Mk-83 і Mk-84
- Варіанти озброєння:
  - 2 × AIM-9 + 6 × AIM-54
  - 2 × AIM-9 + 2 × AIM-54 + 4 × AIM-7
  - 2 × AIM-9 + 4 × AIM-54 + 2 × AIM-7
  - 2 × AIM-9 + 6 × AIM-7
  - 4 × AIM-9 + 4 × AIM-54
  - 4 × AIM-9 + 4 × AIM-7

### Авіоніка
- Радар Hughes AN/APG-71
- Приймач попередження про радіолокаційне опромінення AN/ALR-67
- Інфрачервона система пошуку та відстеження AN/AAS-42, AAX-1 TCS
- Інерціальна навігаційна система AN/ASN-130
- Відео-система віддаленого управління ROVER  (Remotely Operated Video Enhanced Receiver)

## Логотип Tomcat
Дизайн логотипа Tomcat був створений, коли директор презентаційних послуг компанії Grumman, Дік Мілліган, і один з його художників, співробітник Grumman Джим Родрігес, отримали завдання створити логотип від директора з розвитку бізнесу компанії Grumman і колишнього пілота №5 "Blue Angels" Норма Гандії. За словами Родрігеса: "Він попросив мене намалювати реалістичного кота Tomcat в боксерських рукавичках і трусах, з шестизарядником на лівому боці, де розташовані гармати на F-14, разом з двома хвостами." Кота було намальовано після того, як було знайдено таббі-кота, використаного для фотографій, і названого "Tom". Логотип пройшов через багато варіацій, включаючи одну для тодішніх ПС Ірану, названу "Ali-cat". Супроводжуючий слоган "Anytime Baby!" ("У будь-який час, крихітко!") був розроблений Нормом Гандією як виклик ПС США та їхньому McDonnell Douglas F-15 Eagle.

## Додаткові факти
- На F-14 літала Кара Халтгрін, перша в історії ВМС США жінка, яка отримала кваліфікацію льотчика-винищувача. Вона загинула в авіакатастрофі 25 жовтня 1994.
- Найрезультативніший пілот F-14 — іранський ас Джаліл(ь) Зандій (1951—2001), який збив 11 літаків противника, у тому числі непідтверджених, серед яких 4 Міг-23, 2 Су-22, 2 Міг-21 та 3 Mirage F1 під час Ірано-Іракської війни. Джаліл загинув внаслідок автокатастрофи у 2001 році.

## У культурі

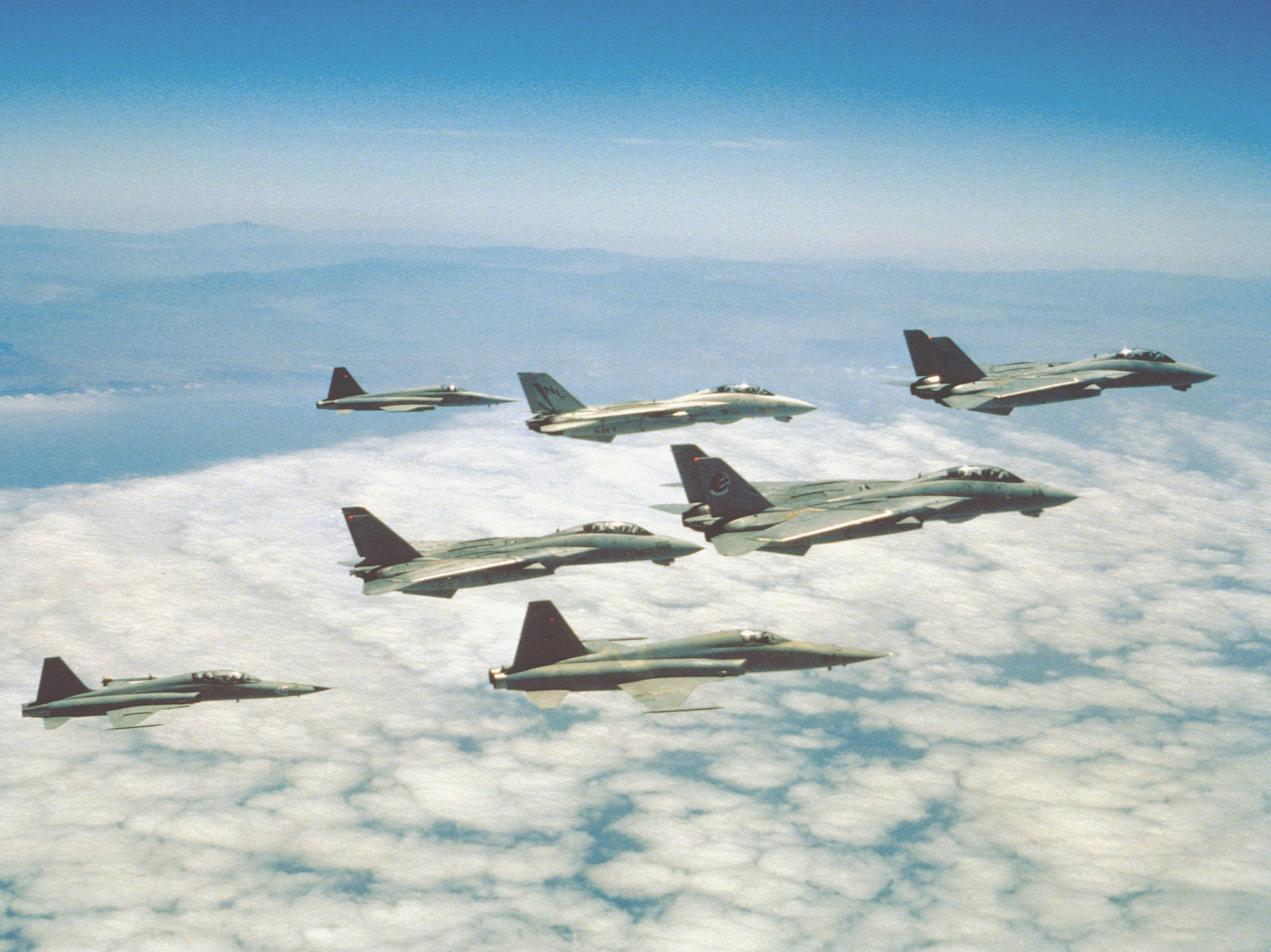
«Томкети» винищувальної ескадрильї VF-51 "Screaming Eagles" та VF-111 "Sundowners". Ескадрильї надали F-14 для зйомок у фільмі Найкращий стрілець.

### Кінематограф
- Grumman F-14 Tomcat був центральним елементом у фільмі 1986 року «Найкращий стрілець» (Топ Ґан)[69][70][71] з Томом Крузом у головній ролі. Авіаційна тематика фільму створила такий успіх у залученні інтересу до військово-морської авіації, що ВМС США, які допомагали знімати фільм, встановили рекрутингові пункти біля деяких кінотеатрів. Продюсери заплатили ВМС США $886,000 (еквівалент $2,510,000 у 2023 році) як компенсацію за льотний час літаків у фільмі, при цьому F-14 обійшовся у $7,600 (еквівалент $21,500 у 2023 році) за льотну годину[72][73]. F-14 Tomcat (S/N 160694), що виконав головну роль, знаходиться в музеї-авіаносці USS Lexington в Техасі. «Томкет» також з'явився у продовженні, «Найкращий стрілець: Маверік» (2022).
- Два F-14A з VF-84 з USS Nimitz були показані у фільмі 1980 року «Останній відлік», а чотири літаки з цієї ескадрильї з'явилися у фільмі 1996 року «Виконавче рішення».
- У документальному фільмі 2008 року «Швидкість і ангели» було показано кілька F-14, які розповідали історію двох молодих офіцерів ВМС, які прагнуть стати пілотами винищувачів F-14.

### Відеоігри
- На початку 90-х завдяки фільму «Термінатор 2», набув популярності аркадний автомат «Afterburner» від Sega, де Джон Коннор управляв F-14.
- «Політати»  на F-14 можна в таких іграх як Fleet Defender (найпросунутіший симуляторі 1994 року від компанії Microprose), Strike Fighters 2 North Atlantic, War Thunder, Digital Combat Simulator, US Navy Fighters і Jane's Fighters Anthology. Серії Jetfighter, Top Gun та Ace Combat, також «Томкет» доступний на консолях в іграх Over G Fighters і AeroElite Combat Academy, грі Afterburner на приставці Sega Mega Drive та Turn and Burn на приставці Super Nintendo, ще F-14 присвячена гра в жанрі повітряний тир Tomcat Alley на приставці Sega CD.

### Інше
- F-14 також став натхненням для різних вигаданих літаків, зокрема для VF-1 Valkyrie з франшизи Macross, TurboKat зі SWAT Kats: The Radical Squadron та Skystriker XP-14F з лінії іграшок G.I. Joe: A Real American Hero.
- Реальні F-14 з'явилися в першому епізоді «Macross Zero», OVA приквелі до аніме «Super Dimension Fortress Macross» (адаптованого як Robotech у США)[74].